# 元元
元元（1969年7月21日—），本名劉元元，女，中國大陸電視主持人。曾因主持北京电视台《第7日》、《元元说话》节目而被观众所熟悉，其独特的语言风格开创了“说新闻”的先河，後亦曾任中国中央电视台《今日说法》主持人。

## 生平
生於北京。1992年毕业于首都师范大学外国语学院德语系。
1994年進入北京电视台，最初任《北京您早》记者，1995年起主持新闻评论节目《点点工作室》，1998年起主持新闻评论节目《元元说话》，1999年起主持《第7日》。2004年开始在北京师范大学艺术与传媒学院电视学专业攻读博士研究生。

## 其他職務
- 北京作家协会会员[1]。
- 2011年參與發起成立北京爱它动物保护公益基金会（它基金）[4]，現任該會副理事長。

## 獎項榮譽
- 2001年，獲全国主持人金话筒奖[1]。
- 2003年，获中国电视金鹰奖十优主持人奖[1]。
- 2003年，获全国广电系统先进工作者称号[1]。
- 2003年，獲中国广播电视奖播音与主持作品一等奖[1]。